# Begraafplaats van Charleroi
De Begraafplaats van Charleroi (Frans: Le cimetière de Charleroi Nord) is een stedelijke begraafplaats in de Belgische stad Charleroi. De begraafplaats ligt anderhalve km ten noorden van de stadskern, in de wijk Le Faubourg.

## Beschrijving

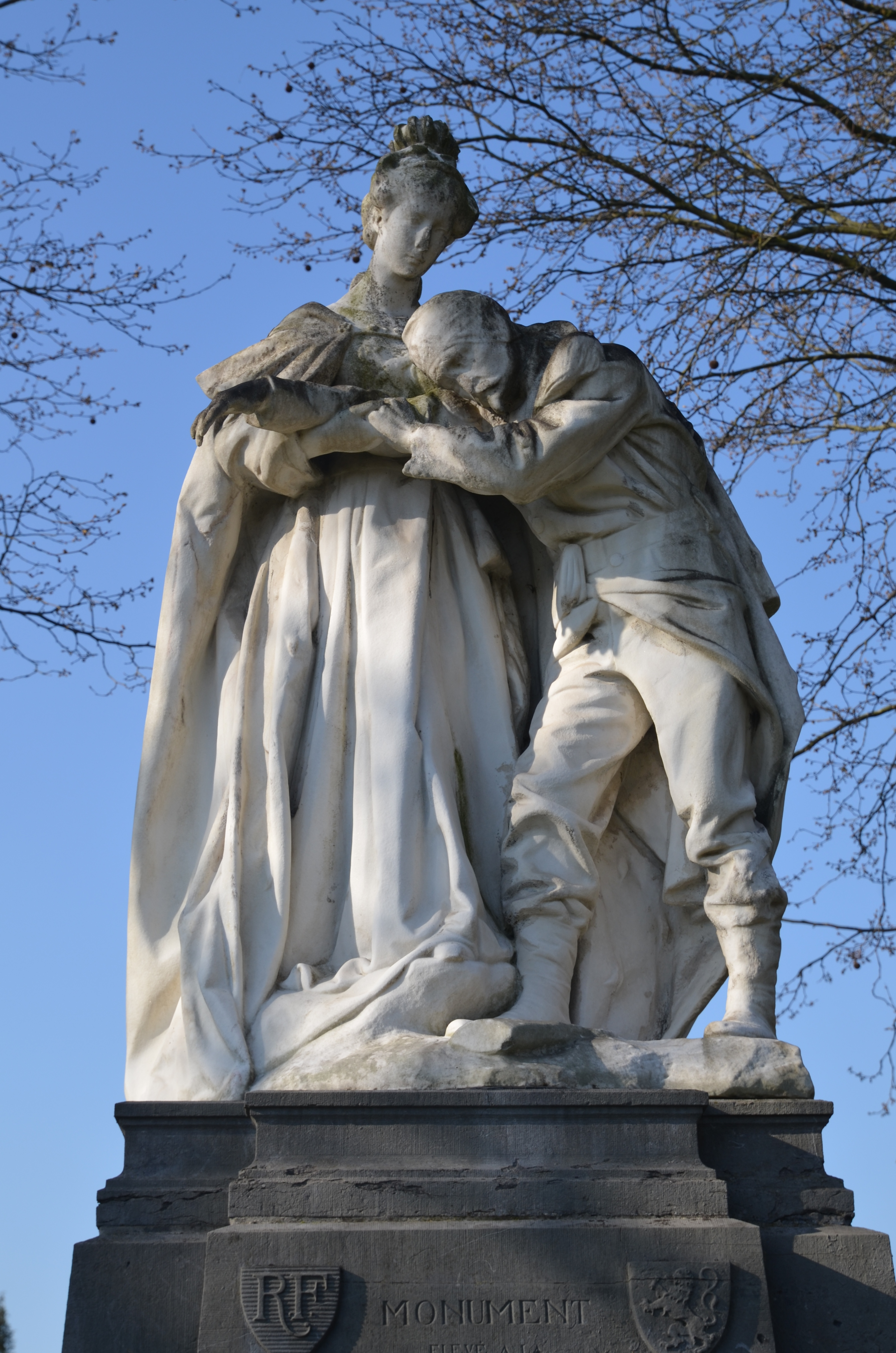
Frans monument door Jules Lagae (1902) in het centrum van de begraafplaats.

De begraafplaats werd ingehuldigd in 1895 waarna de oude begraafplaats een andere bestemming kreeg. Voorlopig bleef de oude begraafplaats nog een tijdlang in haar authentieke staat bewaard, maar werd gebruikt als een parc du repos. Er werden geen begrafenissen meer uitgevoerd. In 1925 werd de oude begraafplaats ontruimd. Enkele graven van notabelen, die behoren tot de oudste van de begraafplaats, werden overgeplaatst naar de nieuwe begraafplaats.
De nieuwe begraafplaats werd ingericht volgens de 19de-eeuwse regels. Ze werd ontworpen in volle art-nouveauperiode en biedt plaats aan heel wat graven die ontworpen werden in functie van de artistieke voorschriften van die tijd. De begraafplaats ligt rond een X-vormig kruis. De meest gegoede overledenen van de stad, de notabelen, de rijke industriëlen en de leden van de raad van burgemeester en schepenen rusten langs brede lanen omzoomd met kastanjebomen. Hier en daar staan monumenten, vanwaar smallere paden vertrekken naar de graven van bescheidener overledenen.
Op de begraafplaats bevindt zich een monument voor martelaren uit de Eerste Wereldoorlog, met daaronder een crypte.

### Opmerkelijke graven
- Jules Audent, senator en burgemeester (1879-1903)
- Emile Buisset, volksvertegenwoordiger en burgemeester
- Zoé Drion, filantroop
- Pierre Harmignie, deken van Charleroi, doodgeschoten door de rexisten in 1944
- Jules Hiernaux, politicus, ingenieur en directeur van de Université du Travail in Charleroi
- Louis Lambert, industrieel (glasnijverheid).
- Gustave Nalinne, burgemeester
- Arthur Pater, directeur van La Gazette de Charleroi
- Gérard-Octave Pinkers, burgemeester
- Joseph Tirou, burgemeester (1925-1952).
- André Van Cauwenberghe, minister-staatssecretaris, senator en schepen

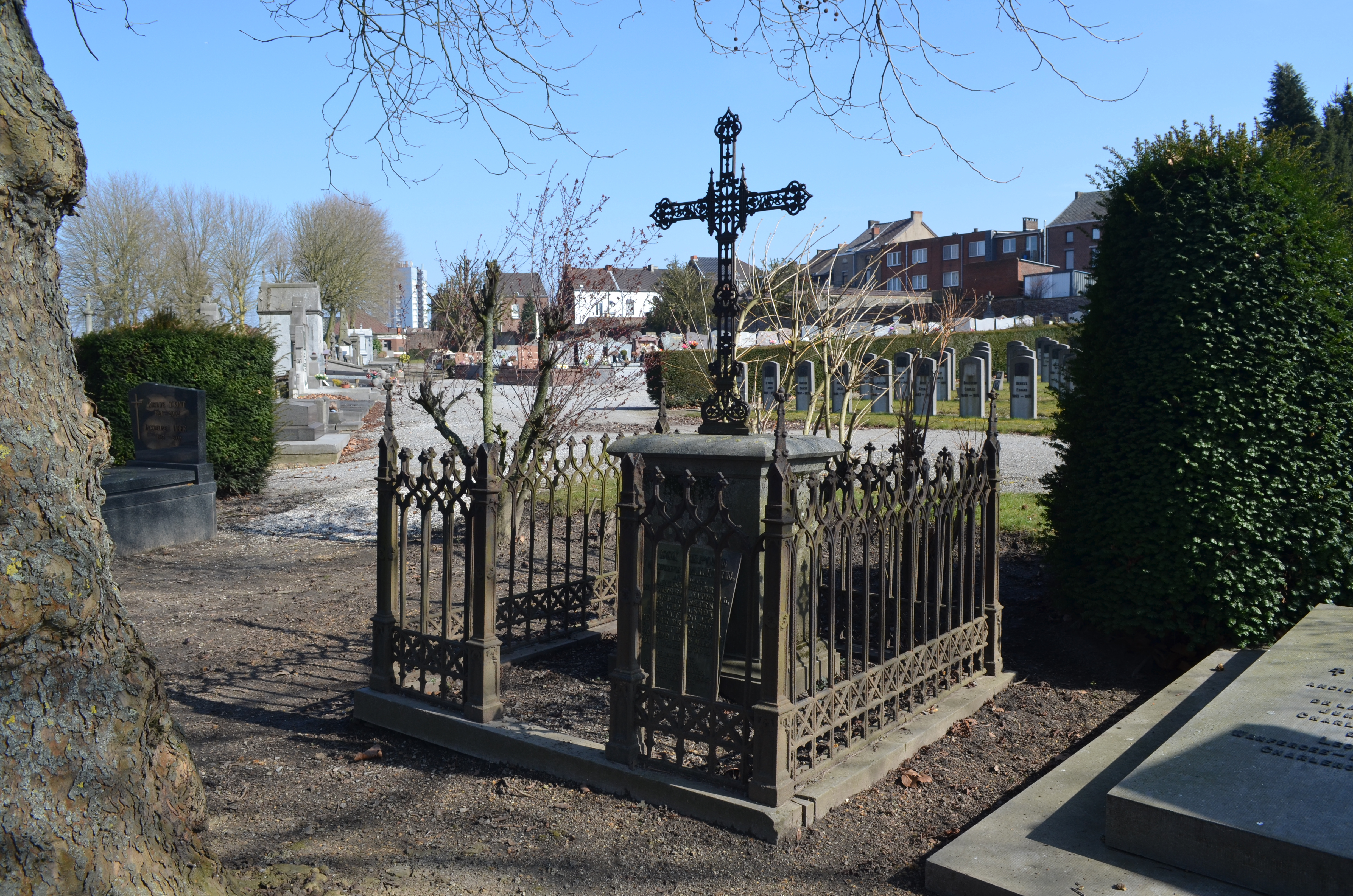
Graf van Gustave Nalinne
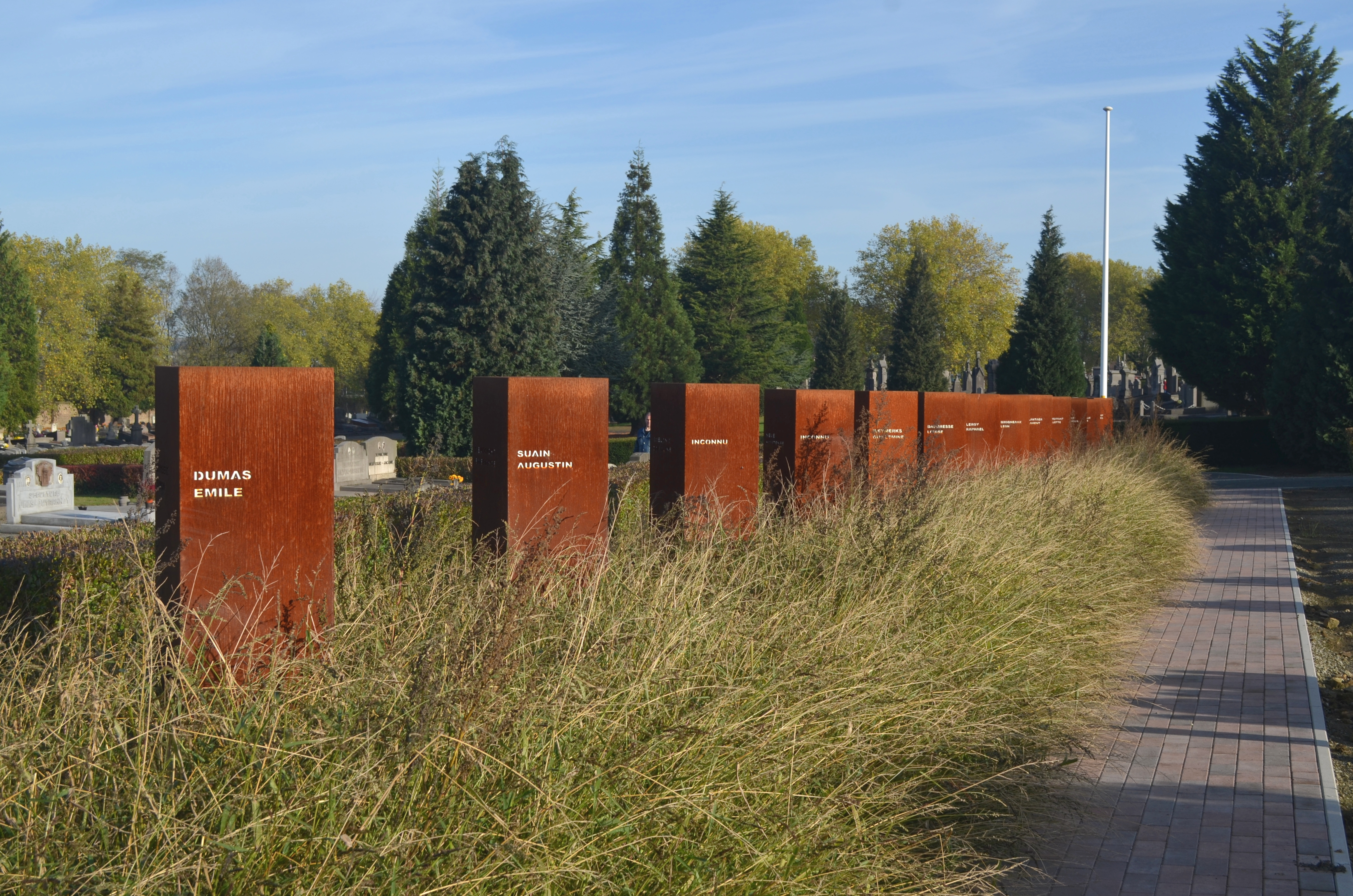
Graven van burgerlijke slachtoffers uit de Eerste Wereldoorlog
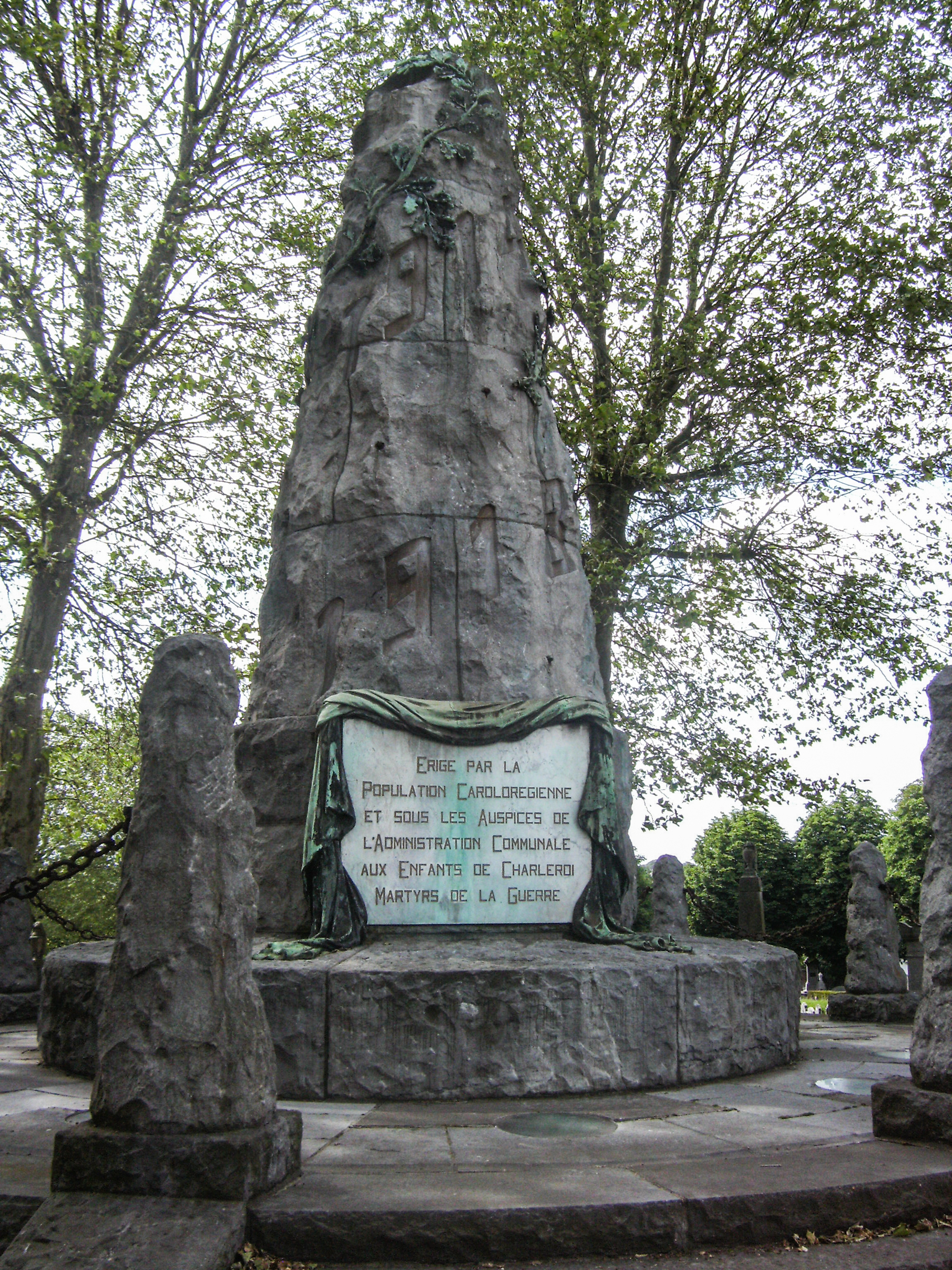
Monument en crypte voor de militaire slachtoffers van de Eerste Wereldoorlog
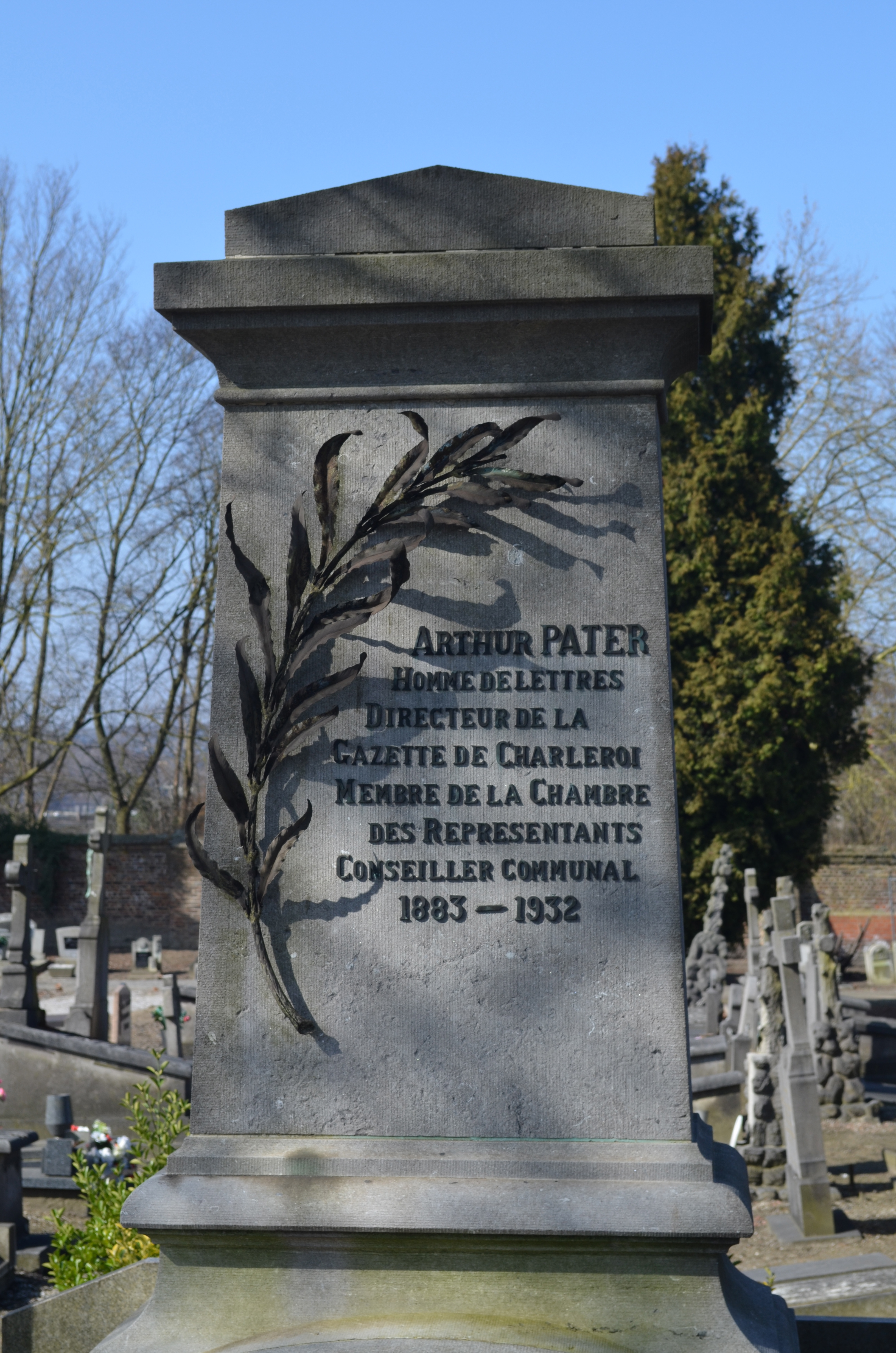
Graf van Arthur Pater
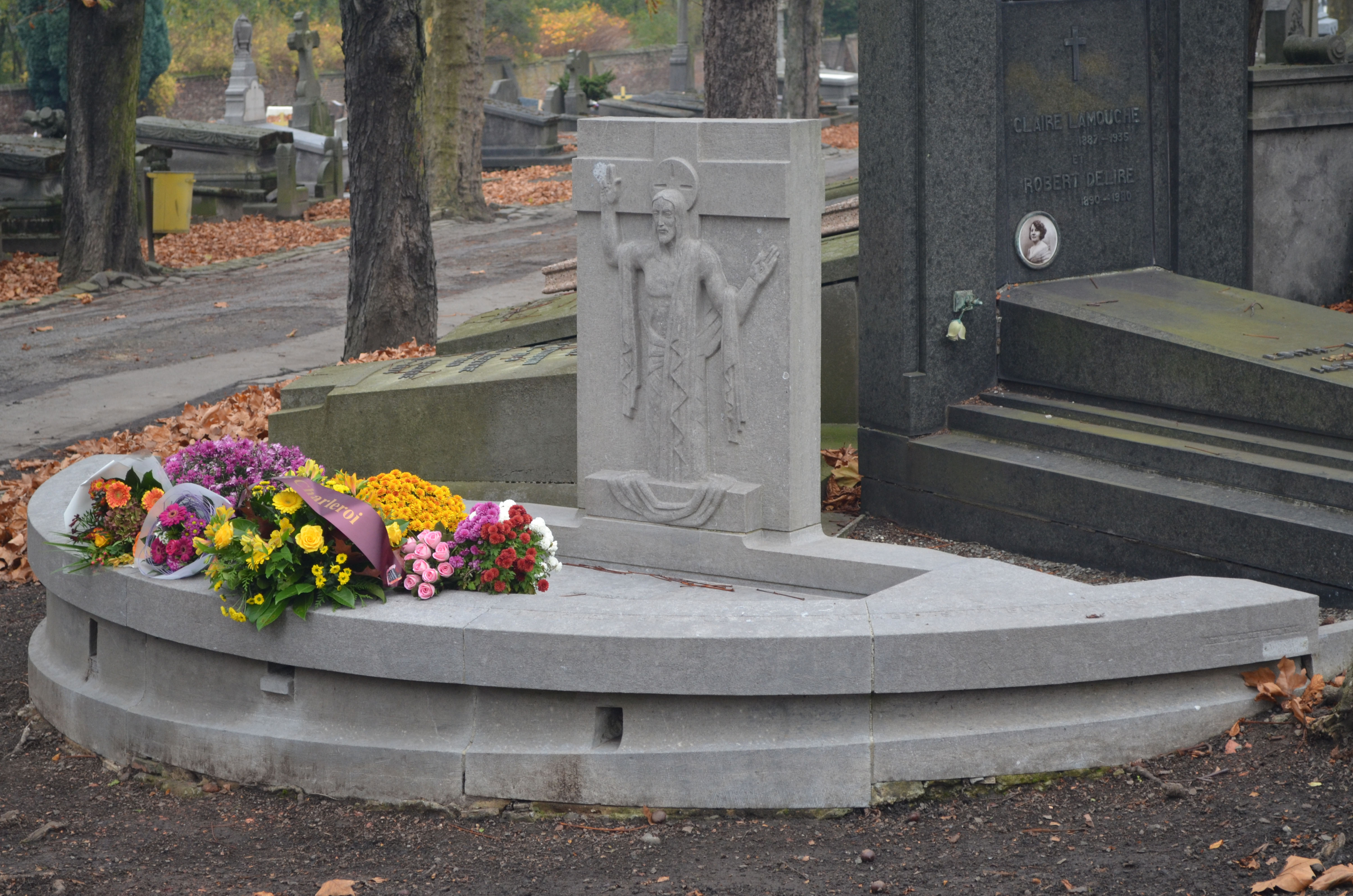
Graf van Pierre Harmignie

## Oorlogsgraven
Op de begraafplaats bevinden zich meerdere perken met oorlogsgraven.

## Franse oorlogsgraven

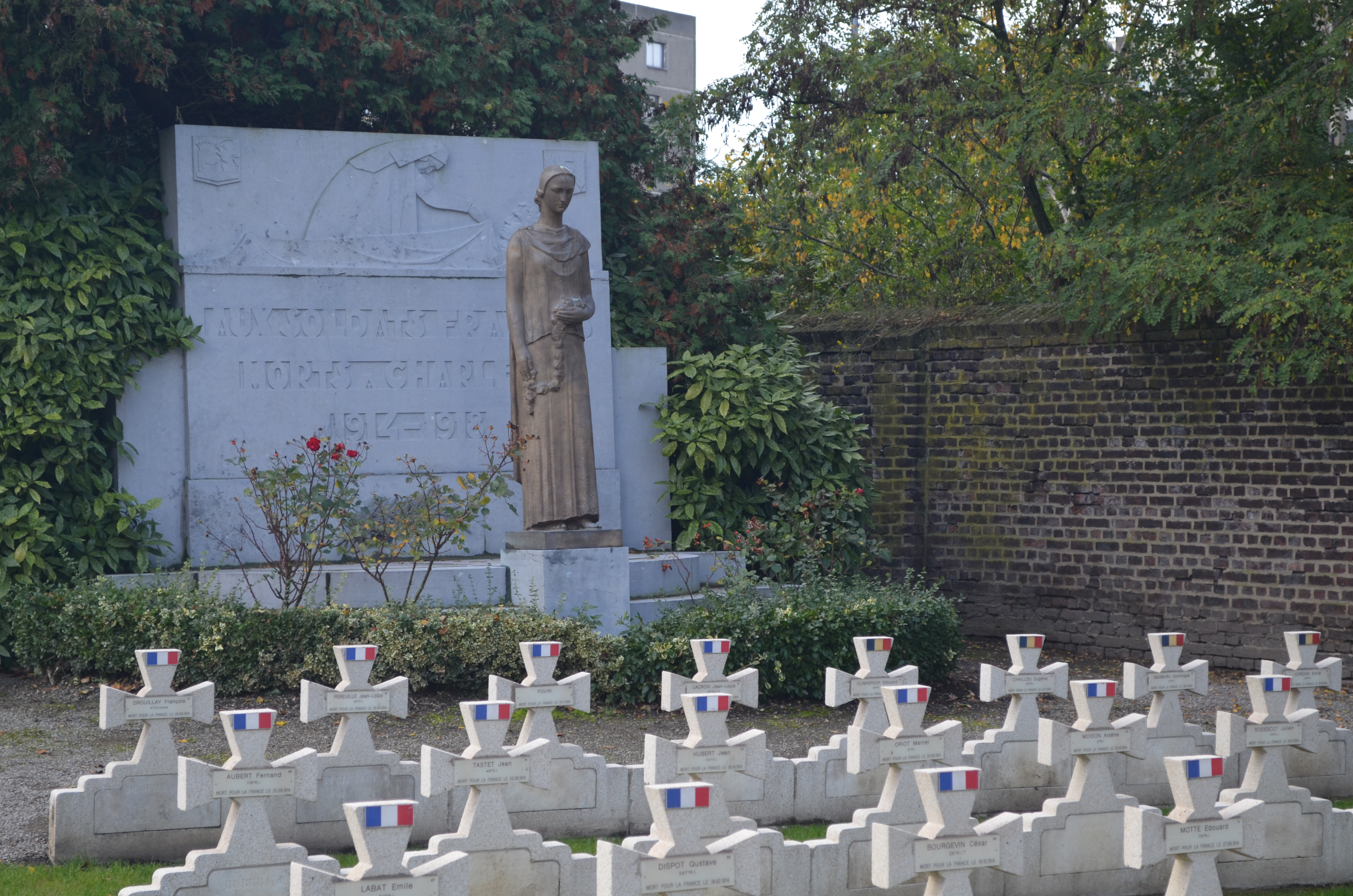
Monument en graven van de Franse soldaten gesneuveld in Charleroi tijdens de Eerste Wereldoorlog

Op de begraafplaats ligt een perk met 96 Franse gesneuvelde militairen uit de beide wereldoorlogen.

## Britse oorlogsgraven
Er liggen militairen uit de Gemenebest-landen die in de Eerste en Tweede Wereldoorlog zijn gesneuveld. Deze twee perken liggen direct links van de toegang tegen de zuidoostelijke muur. Het Cross of Sacrifice staat in het eerste perk tegen deze muur. Er liggen 333 doden begraven. De Britse perken werden ontworpen door William Cowlishaw. Ze staan bij de Commonwealth War Graves Commission geregistreerd onder Charleroi Communal Cemetery en worden door deze organisatie onderhouden.

### Eerste Wereldoorlog
Tijdens de Eerste Wereldoorlog werd tussen 21 en 24 augustus 1914 in de omgeving van Charleroi hevig gevochten. De meeste slachtoffers uit deze oorlog zijn militairen die in deze strijd sneuvelden of overleden gedurende hun krijgsgevangenschap. De stad was vanaf september 1914 een bestuurlijk centrum van de Duitse bezettingsmacht.
Na de wapenstilstand van 1918 werden hier ook slachtoffers begraven die vielen tijdens de geallieerde opmars in oktober 1918. Ze liggen verspreid in twee perken. Er rusten nu 172 Britten, 18 Canadezen, 79 Australiërs, 1 Nieuw-Zeelander, 1 Zuid-Afrikaan, 1 Indiër en 15 Duitsers uit deze oorlog.

### Tweede Wereldoorlog

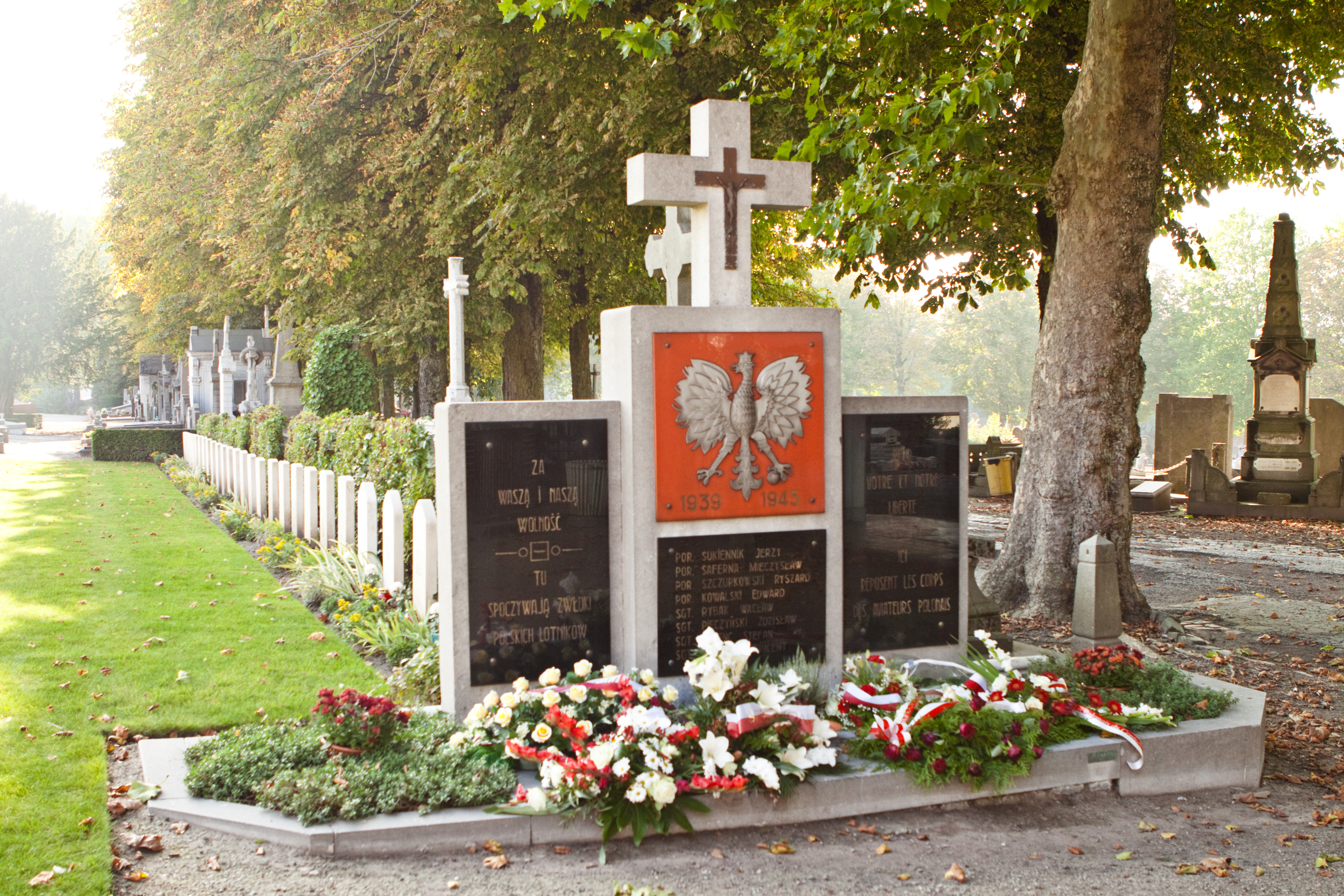
Pools gedenkteken

Tijdens de Tweede Wereldoorlog werden door de geallieerden raids uitgevoerd om militaire en strategische doelen te bombarderen in België en Duitsland. Hierbij werden vele vliegtuigen neergeschoten waarbij de bemanningsleden omkwamen of krijgsgevangen werden genomen. De 46 slachtoffers die hier begraven werden zijn allemaal leden van de luchtmacht, te weten 23 Britten, 8 Australiërs, 2 Nieuw-Zeelanders, 5 Canadezen en 8 Polen. Er staat ook een monument ter nagedachtenis van de gesneuvelde Polen uit deze oorlog.

#### Onderscheiden militairen
- Arnold Stuart Lambert, majoor bij de Royal Engineers werd tweemaal onderscheiden met het Military Cross (MC and Bar).
- Henry Ruthven Lawrence, kapitein bij het South African Medical Corps werd onderscheiden met het Military Cross (MC).
- Frederick James Carless, sergeant-majoor bij de Lancashire Fusiliers werd onderscheiden met de Distinguished Conduct Medal (DCM).
- volgende manschappen werden onderscheiden met de Military Medal (MM): S. Austin, Michael Arthur Blenkinsop, T. B. S. Counsellor, Oscar Palmer, Edgar Price, W. L. Smith en Thomas Vallans.

#### Aliassen
- kanonnier Frederick Richman diende onder het alias F. Richmond bij de 2nd Australian Division.
- soldaat John Charles Day diende onder het alias William Anderson bij de Australian Infantry, A.I.F..